# Takuma Asano
Takuma Asano (Komono, 10 de novembro de 1994), é um futebolista japonês que atua como atacante. Atualmente está no Mallorca.

## Títulos

### Clube
- J-League: 2013, 2015
- Supercopa do Japão: 2013, 2014, 2016